# هیرو، پاکستان
هیرو (به انگلیسی: Hairo) یک منطقهٔ مسکونی در پاکستان است که در پنجاب واقع شده‌است. هیرو ۴۰ کیلومتر مربع مساحت دارد ۱۰۳ متر بالاتر از سطح دریا واقع شده‌است.